# Laban-Bewegungsstudien
Die Laban-Bewegungsstudien (engl. Laban Movement Analysis, LMA) sind eine von dem ungarischen Tänzer und Tanztheoretiker Rudolf von Laban (1879–1958) begründete und nach dem Zweiten Weltkrieg in den USA von Irmgard Bartenieff weiterentwickelte Theorie der Körperbewegung. Die Bewegungsstudien werden in den Bereichen Tanz, Theater und Sport, aber auch in der Tanztherapie, Psychotherapie, Physiotherapie und Nonverbaler Kommunikation eingesetzt.

## Sechs Kategorien der Bewegung
In den Laban-Bewegungsstudien werden heutzutage sechs Kategorien unterschieden, die folgende Fragen beantworten:

### Körper
Was bewegt sich? Welche Bewegung wird ausgeführt?
Der Blick auf die Bewegung einzelner Körperteile und ihr Verhältnis zueinander schafft die Voraussetzung zum Erkennen von Körperstruktur und -organisation. Die Tätigkeiten des Körpers, die Körperaktionen sowie die Körperteile, welche die Bewegung initiieren, anführen oder dominieren, werden erfasst. Dies dient einerseits dem Verständnis von körperlichen Präferenzen und ermöglicht andererseits eine annähernde Objektivität körperbezogener Themen in der Beobachtung. Diese Kategorie hat Irmgard Bartenieff von Laban übernommen und wesentlich erweitert (siehe auch Bartenieff Fundamentals).

### Raum
Wohin geht die Bewegung?
Mit der Raumharmonielehre erschließt Rudolf Laban das Verhältnis des Menschen zu dem ihn umgebenden Raum. Diesen strukturiert er ähnlich wie in der Architektur ein-, zwei- und dreidimensional und verwendet dazu die platonischen Körper (z. B. das Ikosaeder) als Modelle für den persönlichen Umraum (die Kinesphäre). Die innerhalb dieser Modelle von ihm geschaffenen Bewegungsskalen – vergleichbar mit musikalischen Tonleitern – folgen genau beschriebenen Raumwegen. Sie trainieren und vermitteln ein harmonisches Raumgefühl und fordern dazu heraus, sich auch in bisher unbekannten Bereichen der eigenen Kinesphäre zu bewegen. Dadurch werden Wachheit für die Raumnutzung und ein größeres dreidimensionales Bewegungsrepertoire angestrebt. In der Raumharmonielehre stellt Laban-Bewegungsstudien harmonische Affinitäten der Bewegungen im Raum zu den Kategorien Antrieb und Form her.

### Antrieb
Wie wird die Bewegung ausgeführt? Mit welcher energetischen Qualität?
Laban beschreibt die Dynamik der Bewegung, die von ihm als Antrieb bezeichnet wird, mit verschiedenen objektiven Begriffen. Aus dem Bezug der Bewegung zu den Faktoren Gewicht/Kraft, Fluss, Raum (Aufmerksamkeit) und Zeit sowie deren zahlreichen Kombinationsmöglichkeiten resultiert die Vielfalt möglicher Ausdrucksweisen. Die Analyse des Antriebes ist ein wichtiges Werkzeug, um die Qualität des nonverbalen Ausdrucks wahrzunehmen und zu benennen. Je nach innerer Verfassung, persönlicher Bewegungspräferenz oder äußeren Kontext ändert sich der Antrieb, der in einer Bewegung zum Ausdruck kommt.

### Form
Wie wird die Bewegung ausgeführt? Mit welcher plastischen Formveränderung?
Die plastische Form des menschlichen Körpers ändert sich bei jeder Bewegung in Beziehung zu sich selbst und zu seiner Umwelt. Beobachtet man den Formaspekt der Bewegung, geht es darum, den Prozess der Formveränderung des Körpers im Raum zu beschreiben. Dem liegt der natürliche Atmungsprozess zugrunde. Sowohl über die Körperhaltung als auch über die Formveränderung im Raum wirkt die Formung unseres Körpers als starke nonverbale Komponente auf unserer Kommunikation. Die Formveränderungen unseres Körpers sind über Affinitäten und Disaffinitäten mit den Aspekten der Raumnutzung verbunden. Diese Kategorie wurde nach Labans Tod von Warren Lamb, Irmgard Bartenieff und Peggy Hackney weiterentwickelt.

### Phrasierung
Wie ist der zeitliche Ablauf der Bewegung?
Erst die Phrasierung einer Bewegung in Bezug auf die oben genannten vier Bewegungskategorien (Körper, Raum, Antrieb und Form) bringt das Charakteristische im Bewegungsverhalten jedes Menschen zum Vorschein. Damit gemeint ist die Art und Weise, Bewegungen zeitlich zu strukturieren und zu betonen. Die Phrasierungspräferenzen als individuelles Bewegungsmuster können nach einiger Zeit der Beobachtung erkannt werden. Diese Kategorie wurde von Irmgard Bartenieff und ihren Mitstreitern, wie auch von Vera Maletic weiterentwickelt und von Europäischen Verband für Laban/Bartenieff Bewegungsstudien (EUROLAB) als eigenständige Kategorie anerkannt.

### Beziehung
Wie setzt sich die bewegende Person in Beziehung zu etwas oder jemanden?
Die Beziehung einzelner Körperteile zueinander, von der bewegenden Person zu Gegenständen oder zu anderen Personen wird in dieser Kategorie betrachtet. Der Grad der Beziehung unterscheidet, wie der Körper in Bewegungen sein Gegenüber anspricht, annähert, berührt oder unterstützt. Die bewegte Bezugnahme kann gleichberechtigt sein oder ein Teil ist aktiver, der Andere passiver. Die Beziehung betrachtet auch die Art und Weise, wie die Körperfronten sich zueinander positionieren. Diese Kategorie wurde vor allem von Ann Hutchinson weiter ausdifferenziert und von EUROLAB als eigenständige Kategorie anerkannt.
Mit den insgesamt ca. 60 Parametern innerhalb der 6 Kategorien ist es möglich, die verschiedenen Aspekte einer Bewegung zu differenzieren. Ziel der Laban Bewegungsstudien ist, die verschiedenen Aspekte einer Bewegung sowohl zu erleben als auch zu beobachten, sie zu verstehen und zu gestalten.